# Cmentarz ewangelicki w Pabianicach
Cmentarz ewangelicko-augsburski w Pabianicach – cmentarz parafii ewangelicko-augsburskiej świętych Piotra i Pawła w Pabianicach. Położony jest w północnej części zespołu pabianickich nekropolii. Do wejścia głównego, od strony ulicy Orlej, prowadzi mała ulica Ewangelicka.

## Historia
W 1832 protestanci kupili działkę na południu Pabianic, sąsiadującą z cmentarzem katolickim, po objęciu pabianickiej parafii protestanckiej przez pastora Daniela Biedermanna. W 1833 roku teren cmentarza został otoczony parkanem z bramą przy ulicy Ewangelickiej przy mauzoleum Kindlerów. Na przestrzeni XIX w. był kilkakrotnie powiększany. Najwięcej grobów przybyło w 1852 r. podczas epidemii cholery. Około roku 1870 przeniesiono tam dzwonnicę znajdująca się wcześniej obok kościoła parafialnego. Obecnie dokonywane są pochówki zmarłych różnych wyznań, nie tylko protestantów.

## Kaplica – mauzoleum
Budynek projektu Johannesa Wendego został wzniesiony w latach 1907–1909. Ufundowała go Zofia Kindler po śmierci swego męża Ludwika (syna Rudolfa Kindlera). W swym pierwotnym założeniu miał pełnić funkcję mauzoleum fabrykanckiego rodu Kindlerów. Ówczesne prawo nie przewidywało jednak możliwości pochówków w mauzoleach i kaplicach osób nieposiadających tytułów książęcych, królewskich lub biskupich. Fundatorka przekazała więc obiekt parafii ewangelickiej, która przeznaczyła go na kaplicę pogrzebową. W tej formie funkcjonuje współcześnie. Jest wpisana do Rejestru Zabytków Nieruchomych Województwa Łódzkiego pod nr A/375 z dnia 16.12.1998.
Kaplicę wykonano w stylu postsecesyjnego modernizmu (błędnie określany jako styl neomauretański) na wzór kościoła św. Leopolda w wiedeńskim Steinhofie. Budowla została postawiona na planie kwadratu i zwieńczona półkolistą absydą. W czterech narożnikach znajdują się wieże będące pylonami. Całość nakryta jest dachem w kształcie kopuły.
Boniowana fasada jest podzielona szerokim gzymsem i pilastrami. Wnętrze tworzy jedna nawa wraz z emporą, zdobioną girlandami i wieńcami. W oknach znajdują się witraże. Największy z nich, w oknie nad wejściem głównym, przedstawia anioły unoszące urnę, co ma symbolizować zapowiedź zmartwychwstania.

## Nagrobki
Na pabianickim cmentarzu ewangelickim znajdują groby pabianickich rodzin, przybyłych do miasta podczas rozkwitu potęgi przemysłowej w XIX wieku, fabrykantów, pastorów i innych osób trwale związanych z historią miasta. Swoją mogiłę ma tu między innymi Ludwik Schweikert, założyciel zakładu farmaceutycznego, istniejącego do dziś jako Polfa, Eduard Vortheil, pionier kinematografii na ziemiach polskich, który posiadał pierwszy w historii Imperium Rosyjskiego certyfikat na operowanie kamerą filmową oraz filantrop i fabrykant Teodor Ender.
Od początku XXI wieku zabytkowe nagrobki są sukcesywnie odnawiane.
| Grób                                                                  | Osoby |
| Grób rodziny Enderów                                                  | Kwatera rodziny Enderów, współtwórców pabianickiego przemysłu bawełnianego w XIX wieku, zasłużonych działaczy społecznych |
| Grób rodziny Krusche · Grób rodziny Krusche                           | Kwatera członków rodziny Krusche, współwłaścicieli największej fabryki włókienniczej w Pabianicach.                       |
| Grób Louise Kindler · Grób Oskara Kindlera                            | Grobowce członków fabrykanckiej rodziny Kindlerów                                                                         |
| Grób rodziny Fulde · Nagrobek rodziny Garzyńskich · Anioł na nagrobku | Zabytkowe nagrobki pabianiczan                                                                                            |